# Scleroptila
Scleroptila – rodzaj ptaków z podrodziny bażantów (Phasianinae) w obrębie rodziny kurowatych (Phasianidae).

## Zasięg występowania
Rodzaj obejmuje gatunki występujące w Afryce.

## Morfologia
Długość ciała 30–38 cm; masa ciała 340–600 g.

## Systematyka

### Etymologia
Scleroptila (Schloptera, Scleroptera): gr. σκληρος sklēros „sztywny”; πτιλον ptilon „pióro”.

### Podział systematyczny
Do rodzaju należą następujące gatunki:
- Scleroptila levaillantii (Valenciennes, 1825) – frankolin rudoskrzydły
- Scleroptila streptophora (Ogilvie-Grant, 1891) – frankolin zebroszyi
- Scleroptila finschi (Bocage, 1881) – frankolin rdzawolicy
- Scleroptila psilolaema (G.R. Gray, 1867) – frankolin górski
- Scleroptila elgonensis (Ogilvie-Grant, 1891) – frankolin rdzawobrzuchy
- Scleroptila afra (Latham, 1790) – frankolin szaroskrzydły
- Scleroptila shelleyi (Ogilvie-Grant, 1890) – frankolin rdzawoboczny
- Scleroptila whytei (Neumann, 1908) – frankolin płowy
- Scleroptila gutturalis (Rüppell, 1835) – frankolin akacjowy